# Itamar
Itamar (hebräisch איתמר) ist eine israelische Siedlung im seit 1967 besetzten Westjordanland. Die Siedlung wurde 1984 gegründet und wurde nach dem biblischen Itamar, dem jüngsten Sohn Aarons, benannt.

## Lage
Itamar liegt südöstlich von Nablus. Auf den Hügeln östlich von Itamar befinden sich sieben Außenposten.

## Israelisch-Palästinensischer Konflikt
Der Ort und die nähere Umgebung sind für häufige Gewalttaten sowohl von israelischer als auch von palästinensischer Seite bekannt. 2011 ereignete sich der Mord an fünf Mitgliedern der Siedlerfamilie Fogel.
Das Büro der UN, welches sich um die Koordinierung von humanitären Angelegenheiten kümmert (UNOCHA), Menschenrechtsorganisationen und Medien berichteten über eine überdurchschnittlich hohe Zahl an gewaltsamen Übergriffen von Einwohnern aus Itamar gegenüber Palästinensern. B'Tselem kritisierte, dass „israelische Autoritäten es verabsäumt hätten, gewalttätige Siedler anzuklagen“
Die Haaretz berichtete, dass die israelische Armee Palästinenser daran hindere, ihr eigenes Land in der Nähe Itamars zu bestellen. Siedler aus Itamar haben wiederholt Palästinenser angegriffen, ihr Eigentum beschädigt, sie bei der Olivenernte gehindert und Oliven gestohlen.
Das kleine Dorf Yanun, das von zwei Außenposten der Siedlung Itamar flankiert ist, musste von dessen Bewohnern aufgegeben werden, nachdem sie wiederholt von den Außenposten aus angegriffen wurden, ohne dass die israelische Armee eingriff. Die Dorfbewohner verließen 2002 ihre Heimat und siedelten in das nahegelegene Dorf Aqraba über.

## Außenposten
Zur Siedlung Itamar gehören einige Außenposten: The Point gegründet 1996, Hügel 836, Hügel 851 und Giv'ot Olam gegründet 1998, Hügel 777 und Hügel 782 gegründet 1999, und das 2002 gegründete Itamar Nord.

## Demografie
Das israelische Zentralbüro für Statistik gibt bei den Volkszählungen vom  4. November 1995 und vom 28. Dezember 2008 für Itamar  folgende Einwohnerzahlen an:

| Jahr der Volkszählung | 1995 | 2008 |
| Anzahl der Einwohner  | 298  | 785  |